# Splatterhouse
Splatterhouse (スプラッターハウス?, Supurattāhausu) è un videogioco arcade del genere picchiaduro a scorrimento prodotto e sviluppato nel 1988 dalla Namco. Il titolo è caratterizzato da una notevole violenza grafica, ispirata ai film splatter, tanto da essere distribuito per TurboGrafx-16 con un disclaimer che avvertiva gli acquirenti del contenuto horror del videogioco.

## Trama
Rick Taylor e la sua fidanzata Jennifer Wills, due appassionati di parapsicologia, decidono di visitare la casa del dottor West, uno studioso scomparso misteriosamente anni prima che ricercava in quel campo. Un violento temporale li coglie impreparati e li costringe a trovare riparo nell'edificio abbandonato; all'interno l'oscurità è totale, e "qualcosa" provvede a rapire Jennifer e a tramortire Rick. Il giovane si risveglia dopo qualche tempo, e con sua grande sorpresa scopre che sul suo volto è stata posta una maschera: la "Terror Mask" di cui il Dott. West parlava nei suoi appunti, un'antica maschera sacrificale azteca. Rick si rende conto che l'unico modo per salvare la fidanzata è confidare nei poteri, per quanto maligni, della maschera.

## Modalità di gioco
Il gioco è un picchiaduro a scorrimento in cui Rick deve attraversare sette livelli che comprendono le varie parti della casa del dott. West e alcune sezioni all'esterno. Rick può uccidere, con grande spargimento di sangue, i vari mostri che incontra con calci, pugni, qualche mossa speciale come la scivolata e soprattutto le armi disseminate qua e là che rendono ancora più truculenta la mattanza dei nemici.

### Armi
- Asse di legno: per spiaccicare i nemici contro i muri dei livelli.
- Ascia, accetta: armi di potenza medio-alta in grado di decapitare i nemici.
- Coltello, sasso, chiave inglese: da lanciare addosso ai nemici, non provocano molti danni.
- Arpione: da lanciare ai mostri per impalarli e eliminarli in un sol colpo.
- Fucile a pompa: l'arma più potente, in grado di distruggere quasi tutti i nemici. Ha 8 cartucce.

### Livelli
- Rick si risveglia in una sorta di catacomba/prigione sotterranea piena di carcasse, resti umani e prigionieri rinchiusi in alcune celle che si affacciano dallo sfondo, altri prigionieri appaiono incatenati alla parete rocciosa e vomitano sul protagonista una melma verde prima di morire. Il livello è infestato da mostri abbastanza deboli. Il boss consiste in una stanza che evidenzia mucchi di carne decomposta dai quali saltano fuori delle enormi sanguisughe che bisogna agilmente schivare e neutralizzare con calci o pugni, al termine del combattimento un'ultima sanguisuga sbuca fuori da un corpo appeso al soffitto e può rivelarsi letale se il protagonista ha solamente un "cuore" di energia, in quanto se colpito sarebbe costretto a ripetere la sfida con il boss di fine livello.
- Il secondo livello inizia in una galleria sotterranea e prosegue in un condotto fognario la cui acqua materializza delle creature di forma umana; il boss di fine livello è nuovamente una stanza, questa volta però è ben arredata ma infestata da un Poltergeist che, nell'ordine, fa vibrare la stanza materializzando dal soffitto dei cocci che cadono verticalmente, anima una sedia che si avventa contro Rick come i successivi tre coltelli, e muove anche un quadro il quale, una volta distrutto, libera il Poltergeist che esce dalla finestra della stanza ma gioca un ultimo brutto tiro facendo cedere il lampadario al centro della stanza.
- Nel terzo livello ci si ritrova nella foresta che porta all'ingresso della casa del dott. West: l'atmosfera è, come al solito, da cinema horror con il buio notturno, una pioggia torrenziale e vari mostri tra i quali delle carcasse di cani e cadaveri che vomitano acido; c'è un punto del livello dove si attraversa un ponte in legno sul quale si muovono delle ombre: se si viene colpiti da queste ombre si viene trascinati nel fiume sottostante dove si affrontano nuovamente i mostri d'acqua che erano presenti anche nelle fogne del livello precedente. Il boss finale è un enorme mostro con un sacco in testa e delle motoseghe come protesi agli arti superiori; un modo efficace per sconfiggere questo temibilissimo mostro è quello di aver risparmiato precedentemente i colpi dei fucili trovati lungo il percorso ed utilizzare questi contro il boss.
- Il quarto livello inizia in una stanza in legno che presenta delle lame rotanti in alcuni punti del pavimento e degli arpioni da raccogliere sulle pareti. Successivamente si entra in una stanza che presenta vari specchi sulla parete e da questi per 3 volte esce l'immagine riflessa di Rick che combatte con la stessa tecnica del protagonista. L'ultima stanza è un oratorio dove si affronta il boss del livello, ovvero un piccolo crocifisso rovesciato attorno al quale ruotano teste di decapitati che continuano a rigenerarsi finché non si sconfigge il crocifisso; al termine del combattimento si sente un assolo di organo e l'urlo agghiacciante di Jennifer.
- Il quinto livello è, finalmente, la casa vera e propria del dott. West. Si affrontano mostri di ogni tipo (come anche delle mani mozzate o dei ritratti che si animano) in differenti stanze. In base al percorso che si intraprende ci si può imbattere in un boss di metà livello, uno spettro necromante in grado di dar vita a cadaveri presenti nella stanza. Il boss finale, a sorpresa è la cara Jennifer che in più occasioni si trasforma in un mostro dotato di artigli retrattili; una volta sconfitto il mostro questo si ritrasforma in Jennifer che muore dissolvendosi (nel seguito Splatterhouse 2 si verrà a sapere che Jennifer era ancora viva e il corpo che si dissolse era un falso); a quel punto un mostro salta fuori da un buco sul pavimento e sfida Rick a seguirlo.
- Il sesto livello è il cuore del Male, il punto di origine di tutti i demoni del gioco, un lungo corridoio di materia organica infestato da embrioni volanti. Il boss è un organismo che non fa altro che produrre embrioni; una volta sconfitto libera del liquido corrosivo che va evitato.
- L'atto finale è la fuga dalla casa, andata a fuoco assieme alla foresta; lo scenario infatti è proprio la foresta in fiamme. È un livello dove non si combatte affatto, ma si deve solamente evitare i tronchi e i mostri avvolti dalle fiamme che cercano di ostacolare Rick. Una volta al salvo l'incubo di Rick non finisce, in quanto è la maschera stessa a mettere in luce la sua natura malefica, facendo emergere dal terreno un orrendo mostro a 3 volti contro il quale Rick deve combattere l'ultima sfida; una volta sconfitto dalla tomba presente sul terreno, dalla quale la maschera aveva fatto nascere il mostro, parte un raggio che va in cielo e pian piano si affievolisce fino a sparire; la maschera di Rick si spezza e il protagonista se ne va.

## Riferimenti ad altre opere
Il gioco presenta numerosi riferimenti ai film horror, slasher e splatter. Il protagonista indossa una maschera da hockey su ghiaccio come Jason Voorhees, protagonista della fortunata serie cinematografica Venerdì 13. Sono inoltre presenti eventi ispirati a Creepshow 2, La casa 2 e Poltergeist - Demoniache presenze.
La compositrice Milky Eiko si è inoltre ispirata alla colonna del film Quella villa accanto al cimitero di Lucio Fulci.
Uno dei nemici del primo livello che puo' attaccare il giocatore con la sola testa è chiaramente ispirato al protagonista dell'anime Bem quando questi assume le sembianze di mostro.

## Censura
Durante il porting del titolo su differenti piattaforme sono state applicate numerose censure. In particolare è stata modificata la maschera di Rick, nei titoli successivi trasformata in un teschio, e rimosso uno dei boss dall'aspetto di una croce rovesciata.

## Differenze fra le versioni
Il quarto boss della versione arcade è una croce rovesciata attorno alla quale fluttuano in circolo delle teste mostruose; a causa delle implicazioni religiose di quest'immagine, la croce è stata censurata nella versione statunitense del gioco.

## Cronologia
- Splatterhouse (1988)
- Splatterhouse: Wanpaku Graffiti (1989, commercializzato solo per NES nel solo Giappone)
- Splatterhouse 2 (1992)
- Splatterhouse 3 (1993)
- Splatterhouse (2010) - remake del primo capitolo.